# アコースティック・エミッション
アコースティック・エミッション（Acoustic Emission, AE）とは､材料が変形あるいは破壊する際に、内部に蓄えていた弾性エネルギーを音波（弾性波、AE波）として放出する現象である。AE波は主に超音波領域(数10kHz～数MHz)の高い周波数成分を持つ。
このAE波を材料表面に設置したAEセンサ（圧電素子センサ）によって電気信号に変換して検出し､ 破壊や変形の様子を非破壊的に評価する手法をAE法と呼ぶ。AEは、材料が破壊に至る前の小さな変形や微小クラックの発生に伴って発生するので､ AEの発生挙動を捉えることで､ 材料や構造物の欠陥や破壊を発見・予知することができる。

## 計測装置
一般的に、AE波を電気信号に変換するAEセンサ、前置増幅器（プリアンプ）、主増幅器（メインアンプ）および波形解析装置から構成される。AEセンサには通常PZT（チタン酸ジルコン酸鉛）などのセラミック製圧電素子が用いられる。AE信号は非常に微弱なためアンプにより40～100dB程度増幅されて解析装置に入る。

## AE法の特長
AE法は主に超音波領域(数10kHz～数MHz)の信号を対象にしており超音波探傷試験と類似しているが､ 材料の欠陥自身が放出する信号を受動的に検知する点で他の非破壊検査手法と異なる。そのため以下のような利点がある。
- 材料の変形や微視破壊の進展をリアルタイムで観測できる
- 広範囲のモニタリングが可能である
- 動的な観測が可能である
- 複数のAEセンサを使用することで欠陥の位置標定ができる
- 稼働中の設備を診断できる
- 高感度である

一方で、高感度ゆえに問題点も多い。
- 電磁ノイズに弱い
- 一般にケーブルが必要である
- 高温環境下、凹凸面や狭い空間では計測が難しい
- 計測システムや検査費用が高価である

## 応用用途
AEセンサは非常に高感度でありながら比較的容易に取り扱えるため、応用範囲は広い。現在、以下のような用途に使用されている。
- 大型圧力容器の欠陥診断
- パイプライン、貯蔵タンクなどの腐食診断
- 化学プラントの漏れの検出
- 発電用タービンの軸受けの摩耗状態の監視
- 岩盤の地すべり監視
- 医師の聴診器
- 鉄道、鉄橋、航空機などの疲労劣化診断
- 変圧器の部分放電（コロナ放電）検知